# Eupholidoptera forcipata
Eupholidoptera forcipata är en insektsart som beskrevs av Willemse, F.M.H. och Kruseman 1976. Eupholidoptera forcipata ingår i släktet Eupholidoptera och familjen vårtbitare. Inga underarter finns listade i Catalogue of Life.